# Feldflieger-Abteilung 31
Feldflieger-Abteilung Nr. 31 – FFA 31 – jednostka obserwacyjna i rozpoznawcza lotnictwa niemieckiego Luftstreitkräfte z początkowego okresu I wojny światowej.

## Informacje ogólne
Jednostka została utworzona w pierwszym miesiącu I wojny światowej, w dniu 28 sierpnia 1914 roku we Fliegerersatz Abteilung Nr. 5 i została dołączona do składu większej jednostki Batalionu Lotniczego Nr 3. Jednostka uczestniczyła w walkach na froncie wschodnim.
11 stycznia 1917 roku jednostka została przeformowana i zmieniona we Fliegerabteilung 31 – (FA 31).

## Dowódcy eskadry
| Stopień | Nazwisko       | Okres                         |
| ------- | -------------- | ----------------------------- |
|         | Ernst Drechsel | sierpień 1914 – kwiecień 1915 |